# 王尚賢 (萬曆舉人)
王尚賢（16世紀—17世紀），字思履，湖廣寶慶府邵陽縣人，明朝政治人物。

## 生平
萬曆二十二年（1594年），王尚賢舉順天鄉試，天啟五年（1625年）會試中副榜，授將樂知縣，改革地方陋習，並禁止軍隊冒領糧食和選擇新址興建學宮，因為繼母逝世回鄉，人民建生祠紀念他。
服喪完畢後，王尚賢補任蒼梧知縣，不濫收正稅以外金錢，商人獲利，又清查軍糧冒領情況，如數充公，免除奪取數千畝民田，同時編修《梧州府志》，內容出自其手，文辭華麗、考證詳實。都察院御史薦用他，朝廷只以資歷讓他調任蘇州同知，代理長洲、吳縣知縣，有撫平武進亂民、擒拿丹陽大盜、設置官田漕運等政績；不久因為和蘇州府推官不和而辭官回鄉，巡撫祁彪佳特別為他上疏以表明其回鄉之志。在家鄉，王尚賢杜門著書，學習王時槐的理學，府內利害事宜，官員都會諮詢。

## 著作
著有《菉園集》二十卷。

## 身后
死後修撰劉同升為他寫下墓志，知府陶珙為他立傳，入祀鄉賢祠。

## 家族
兒子王嗣翰、王嗣乾，均中舉人。

## 引用
1. 1 2  嘉慶《邵陽縣志·卷二十四·人物》：王尚賢，字思履，早入泮試輙冠軍，以恩選入成均，有詩文名。萬歷甲午中順天鄉試，父沒事繼母至孝，以祖產讓其堂弟，喜獎掖後進，每為先容而不使知；乙丑冠乙榜，授將樂知縣，革坊里陋規、汰絕軍冒食、遷建學宮，丁繼母艱歸，士民祀之。起補蒼梧令，正額稅不濫一文，江商賴之，會派宗藩贍產，查軍產之冒頂者如數充之，免奪民田數千畝，檄修梧志，典贍精詳皆出其手；三院交薦，僅循資移蘇州同知，署長吳二篆，清績著聞，撫武進之亂民、擒丹陽之劇盜、置官田蘇漕，累理獄事難僕，數以言不合於司理，竟一夕挂帆而歸，直指祁彪佳特疏以表其歸志。杜門著書，得理學於其族塘南先生，郡有利害當道，每造而咨焉，所著有《菉園集》二十卷，修撰劉同升誌其墓，陶太守珙為之傳，祀鄉賢，子二嗣翰、嗣乾同領鄉薦。 《通志》